# 人生はフルコース
『人生はフルコース』（じんせいはフルコース）は、佐藤陽の著書（正式タイトルは人生はフルコース―帝国ホテル・村上信夫の履歴書）、および同書を原作として2006年7月8日から3回のシリーズで放映されたNHK土曜ドラマである。

## ドラマ
この作品は、原作のサブタイトル通り、帝国ホテル料理長を長年務めた料理人・村上信夫の伝記をもとにしたドラマで、村上の波乱めいた料理人としての生き方を、高嶋政伸と牧瀬里穂（夫人役）の出演で描いていく。

## 出演
- 牧村信太郎（村上信夫） - 高嶋政伸[1]
- 中野（牧村）静代 - 牧瀬里穂（信太郎の従姉妹）

現代編
- 高橋修司 - 松尾敏伸（天鴎ホテル シェフ）
- 生田亜樹 - 霧島れいか（修司の婚約者。正一＜後述＞の孫）
- 谷中健一 - 佐藤B作（天鴎ホテル総料理長。子供の頃、牧村の出演した｢きょうの料理｣を見て料理の道を志した。モデルは、現・帝国ホテル総料理長の田中健一郎。なお、実際の田中と村上の関係、田中が村上から受けた薫陶などが、2007年7月17日放送の「プロフェッショナル 仕事の流儀」で取り上げられた。）
- 生田正一 - 大滝秀治（戦争中、中国大陸で牧村にリンゴで作った｢パイナップル｣を食べさせてもらい九死に一生を得た）
- 生田博子 - 梅沢昌代（熊本の実家にいる亜樹の母）
- 亜樹の義姉 - 西尾まり（亜樹の母と同居している）
- 春日小百合-萩尾みどり（谷中の幼馴染。現在は娘をフィギュアスケート教室に通わせる為にパートで働く主婦）
- 春日太一-鈴木ヒロミツ（小百合の夫）

青春編
- 沢渡光治郎 - 古谷一行（天鴎ホテル総料理長）
- 田所力 - 東幹久（天鴎ホテル新館総支配人）
- 猪塚鉄男 - 神山繁（天鴎ホテル社長。モデルは、犬丸徹三。）
- レストランの紳士-藤村俊二
- 園田進-金山一彦（和歌山県海南市で「定食そのだ」を営む料理人。地方から1964年東京オリンピック選手村食堂に来た料理人の1人。モデルは、北海道稚内市の「だるまや食堂」の料理人で、後の稚内グランドホテル・前総料理長の皆川吉勝）
- 河西健司（シャリアピンステーキを作った先輩料理人）
- 堤大二郎（牧村にソースの味見を最初に許した先輩料理人）
- 朝加真由美（静代の母。信太郎のおば）
- 梅宮万紗子（｢きょうの料理｣に手紙を送った視聴者の主婦）
- あき竹城（その主婦の姑）

ほか

## サブタイトル
| 各話  | 放送日        | サブタイトル                 | 視聴率 |
| ----- | ------------- | ---------------------------- | ------ |
| 第1話 | 2006年7月08日 | 銅鍋とレシピとパイナップル   | 10.0%  |
| 第2話 | 2006年7月15日 | 留学とバイキングとハンバーグ | 7.4%   |
| 第3話 | 2006年7月22日 | 愛情と工夫と真心             | 9.3%   |

平均視聴率 8.9%（視聴率は関東地区・ビデオリサーチ社調べ）

## スタッフ
- 原作:佐藤陽
- 脚本:藤本有紀
- 音楽:千住真理子
- プロデューサー:横山千賀
- 演出:赤羽博
- 制作:安原裕人
- 料理監修:田中健一郎